# Odudua

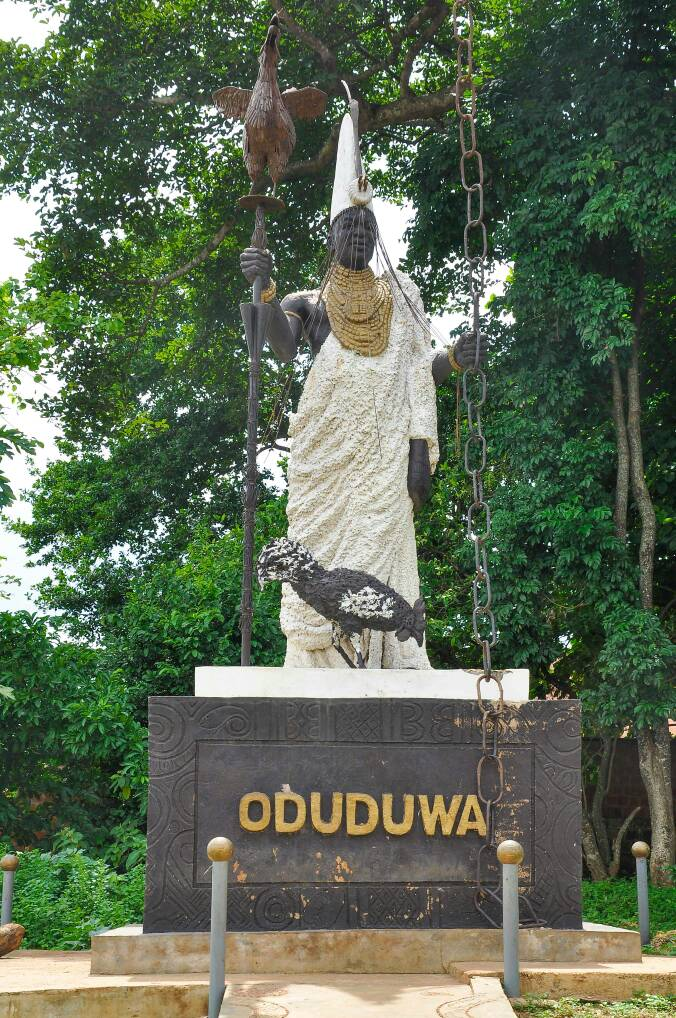
O ponto histórico onde Odudua, o lendário progenitor dos iorubás desembarcou através de uma corrente para encontrar Ilê-Ifé. Também é conhecido como seu lugar de descanso final

Odudua (em iorubá: Odùduwà) é uma das divindades primordiais iorubás. Ela representa a divinização da terra e é considerada, ao lado de Obatalá (a representação divinizada do céu), como a casal primordial e propulsor da criação. Cada um foi incumbido de determinadas funções no papel da criação do Aiê, o universo incluindo o mundo em que vivemos. O universo é visto dentro do culto aos orixás como uma grande cabaça e esta cabaça é representada por Odudua e Obatalá. Odudua é considerada como a parte de baixo da cabaça e Obatalá é considerado como a parte de cima da cabaça.
O nome Odudua pode ser traduzido como "a cabaça de onde jorrou a vida". Muitos costumam se enganar e afirmar que Odudua seria um orixá masculino ao invés de feminino, mas o que ocorre é uma confusão entre a divindade feminina Odudua com o ancestral iorubá divinizado Odudua, que, na verdade, é considerado em território africano como sendo uma forma humana da deusa Odudua, ou seja, o guerreiro legendário e a deusa Odudua seriam as mesmas pessoas. Esta é uma visão muito ampla no que concerne à essência divina mas isso é algo que vai muito além da capacidade de aceitação de algumas pessoas e sacerdotes.
O surgimento de Odudua, bem como o de Obatalá, é muito interessante. Diz-se que involuntariamente nos primórdios da criação, quando a única coisa existente nos mundos era o Olorum, a grande energia primordial, Odudua, a deusa, surgiu do corpo de Olorum, a grande energia primordial, assim como Obatalá e outra tantas divindades.
Foi Odudua quem criou a terra e todo o universo como o conhecemos e, ao lado de Obatalá, possibilitou o surgimento da vida.

Segundo Pierre Verger (1982, pp. 3-10) - (A cidade de) Ilê-Ifé, chamada de berço da civilização, [...] divinizou os fundadores da dinastia que nelas reinaram – Odudua [de Ifé] [...] foi o herói criador do mundo que chegou (Cf. em Barretti Fº, (2003) 2012 - "Os Àgbàgbà") do Além tendo recebido do Ser Supremo, Olodumarê, o saco da criação contendo uma substância escura, de natureza até então desconhecida. Essa substância, lançada sobre a superfície das primeiras águas, formou um montículo de terra sobre o qual pousou uma galinha com cinco dedos. A galinha começou a arranhar o monte com os pés e com o bico e espalhou a matéria que recobriu pouco a pouco as águas e formou a crosta terrestre, da qual Odudua, [...] se tornou senhor. (Cf. em Barretti Fº, (1984/2003) 2012 -  "Ilê-Ifé a Origem do Mundo.")
Em Ifé, [o mito] se complica com uma rivalidade entre Obatalá (também chamado Orixalá), enviado por Olodumarê para criar o mundo e Odudua, que se aproveitou de um momento de intemperança de seu rival, o qual, tendo bebido em excesso vinho de palma quando estava a caminho para cumprir a sua tarefa, embriagou-se, caiu e adormeceu. Odudua, que vinha atrás, surrupiou o saco da criação e tornou-se assim, ele próprio e em seu lugar, o senhor do mundo (Cf. em Barretti Fº, (2003) 2012 - "Odùduwà – Óòni Ifè"). Mais tarde, quando se reencontraram, Odudua e Obatalá discutiram e lutaram ferozmente. Detalhes sobre esse assunto foram dados em outra obra (Verger, 1965: cap.II e III).
Essa lenda da criação do mundo por Odudua só se tornou conhecida do grande público e dos etnólogos em 1912. [...] (e) Foi preciso esperar até 1921 para que The History of the Yoruba fosse publicada pelo reverendo S. Johnson (Johnson, 1921), cujo manuscrito data de 1897.
- A confusão criada pelo Padre Baudin

Falamos acima da criação do mundo por Odudua em Ifé e da rivalidade que o opôs a Obatalá (Orixalá), de quem roubou o saco da criação. Os nomes desses orixás aparecem impressos pela primeira vez, que eu saiba, em 1852, no vocabulário da língua iorubá de 
Crowther (Cf. em Barretti Fº, (2003) 2012 - "Os Clérigos Nativos Yorùbá")
O autor indica em rubricas separadas, por um lado, que "Odua ou Odudua (Crowther, op.cit.: 207) é uma deusa de Ifé, tida como a suprema deusa do mundo" e acrescenta que "o céu e a terra são duas grandes cabaças (ele queria dizer meias cabaças, ibá), que, uma vez fechadas (ou mais precisamente, colocadas uma sobre a outra, formando um recipiente fechado), não podem ser abertas (separadas)". Afirma ainda que havia "uma alusão à aparente concavidade do céu, que parece tocar a terra no horizonte". Por outro lado, indica que "Obatalá (é) a grande deusa iorubá, a artesã do corpo da matriz" (ib.: 228). Ao mesmo tempo, Orixalá é indicado como sendo "a grande deusa Obatalá" (ib.: 223). Já assinalamos a tendência de Crowther a chamar os deuses de deusas, mas é evidente que nos encontramos na presença de duas divindades distintas: Odudua e Obatalá (Orixalá).
O padre Baudin despoja em seguida Obatalá e Odudua de seu caráter hermafrodita para separá-los "em duas divindades perfeitamente distintas", que são então representadas separadamente: Obatalá sob a forma de um guerreiro e Odudua sob a forma de uma mulher amamentando uma criança. 
- Os compiladores e discípulos do padre Baudin.

O Tenente Coronel A. E. Ellis publicou, por sua vez, em 1894, as mesmas divagações, cuidadosamente copiadas por ele do livro do padre Baudin, e, para melhor completar o sistema dualista do tema da falsa dupla Odudua-Obatalá e o tornar comparável à do Yang e do Yin chinês, não hesitou em aproximar a "deusa" Odudua de dudu (Ellis, 1894) negro em iorubá, para a opor a funfum (Cf. em Barretti Fº, (2003) 2012 -  "Os Òrìṣà Funfun"), a cor branca de Obatalá. Mas o tenente-coronel britânico não levou em conta as diferenças de tons (de uma importância primordial em iorubá) existentes entre essas duas palavras.
Trata-se de um sistema dualista, mas correspondente, como vimos, ao casal Orixalá-Yemowo, visível sob a forma de estátuas instaladas lado a lado no ilésin, lugar de adoração do templo de Obatalá em Idetá-Ilé, no bairro Itapa em Ifé, (Cf. em Barretti Fº, (2003) 2012 -   "No Templo de Ọbàtálá: Ìdèta-Ilé") muito diferente do casal Orixalá-Odudua que, unicamente para o padre Baudin e seus discípulos, seria constituído por dois elementos machos. A tradição de Ifé não deixa nenhuma dúvida sobre o caráter agressivo, hostil, antagônico, das relações existentes entre Orixalá e Odudua, que longe de uni-los num casal geneticamente estéril, os separa e os opõe como se depreende da história antiga do povo Iorubá.
[...] o nome Odudua também pode se referir ao guerreiro viril, vencedor dos ibos, fundador de Ifé, pai de numerosos reis (Cf. em Barretti Fº, (2003) 2012 -  "As Esposas de Odùduwà" e "Descentes de Odùduwà: filhos e/ou netos") e soberano de diversas regiões iorubás. Nesse caso se refere à uma figura masculina já em tempo posterior.
Tanto aspectos masculinos quanto femininos continuam sendo atribuídos à divindade em tradições iorubás, isso muito devido também ao próprio caráter geograficamente variado, além de miticamente alternante e indefinido de muitos orixás. Isso leva a assumir, em alguns contextos, uma certa neutralidade de gênero ou androginia, como na habilidade de Odudua ser tanto marido quando esposa. Mas é fortemente associada ao materno, ao axé e ao útero.